# Маркевич, Леонид Леонидович
Леонид Леонидович Маркевич (род. 15 августа 1973, Долгопрудный, Московская область) — российский футболист, нападающий, ранее — полузащитник.

## Биография
Воспитанник спортивной школы ЦСКА. Первый тренер — Валентин Викторович Блохин. Из-за конфликта с главным тренером играл в основном за дублирующий состав ЦСКА и ЦСКА-2, проведя в составе главной команды три матча. В 1994 году перешёл в саратовский «Сокол», за который первые несколько лет выступал на правах аренды. В феврале 1999 года он был выставлен в Саратове на трансфер и, подыскивая себе новое место работы, оказался в «Кристалле» (Смоленск). Проведя со смолянами два сбора, получил предложение подписать двухлетний контракт, но тут в «Соколе» сменился главный тренер. Новый — Леонид Ткаченко — моментально вернул Маркевича в команду.
Дважды отдавался в аренду — в ижевский «Газовик-Газпром» и липецкий «Металлург». Сезон 2004 отыграл в белгородском клубе «Салют-Энергия», в 2006 играл на первенство Саратовской области в «Спартаке» Энгельс. С 2007 — в команде «Сокол-Саратов». 1 июля 2009 года принял решение завершить карьеру игрока. Всего в составе саратовцев провёл 363 игры, забил 93 мяча в первенствах страны.